# Chilodonelloza
Chilodonelloza – choroba skrzeli i skóry ryb wywoływana przez orzęski Chilodonella cyprini oraz Chilodonella hexasticha będące pasożytami skrzeli i skóry wielu ryb. W złych warunkach środowiskowych chowu stawowego, na karpiach mogą osiedlać się wolno żyjące orzęski takie jak Chilodonella cucullanus i Ch. uncinata. 

Orzęski z rodzaju Chilodonella kształtem przypominają liść lub ziarno kawy z wypukłą stroną grzbietową, a brzuszną wyraźnie wklęsłą. Stronę brzuszną pasożyta pokrywają podłużne szeregi rzęsek ułożone równolegle wokół powierzchni nieurzęsionej, tzw. kinety. Ich liczba jest charakterystyczna dla gatunku i u Ch. cypryni wynosi 7-15 po stronie prawej i 8-14 po stronie lewe zaś u Ch. hexasticha liczba rzęsek po prawej i lewej stronie ciała jest jednakowa i wynosi 6-10. Długość orzęska wynosi 40-80 µm, szerokość 20-70 µm. 

W zimie lub niesprzyjających warunkach fizykochemicznych wody pasożyt może tracić rzęski i oraz uzbrojenie gardzieli i otaczać się błoną tworząc cysty spoczynkowe, które lokują się na lub poza ciałem żywiciela. Tworzenie cyst trwa 3-4 godziny. Cysty przebywające w środowisku wodnym mogą długo zachowywać żywotność i zdolności inwazyjne. Pasożyty rozmnażają się przez podział odbywający się na ciele ryby, co powoduje iż ich liczba na ciele żywiciela może się zwiększać. U orzęsków tych pojawia się także rozmnażanie płciowe polegające na koniugacji i autogamii. W koniugacji między dwoma osobnikami dochodzi do wymiany jądra wegetatywnego, a także części cytoplazmy. 
 
W momencie przeniesienia pasożyta do wody o temperaturze 23-25 °C większość pasożytów w ciągu 2-3 dni traci zdolności inwazyjne. Po tym czasie część z nich ginie, część tworzy cysty, pozostałe adaptują się do nowych warunków życia, po pewnym czasie mogą wywoływać chorobę u ryb nawet w wodzie o temperaturze 22-27 °C. W wodzie o temperaturze 28 °C pozbawionej ryb pasożyt zamiera w ciągu 3-5 dni. Niektórzy autorzy wskazują także na to, iż silne oświetlenie może hamować rozwój tego orzęska. 

Orzęski te występują u wielu gatunków ryb zarówno w naturalnych zbiornikach jak i stawach hodowlanych czy akwariach. Źródła podają m.in. następujących żywicieli:
- Chilodonella pisciola pojawia się na skórze i skrzelach takich gatunków jak: troć, pstrąg źródlany, peluga, lin, amur biały, karp, karaś pospolity, karaś srebrzysty, tołpyga, tołpyga pstra, sandacz, skalar.
- Chilodonella hexastricha występuje na skrzelach i skórze takich gatunków jak: lin, amur czarny, amur biały, karp, złota orfa, karaś pospolity, karaś srebrzysty, tołpyga, tołpyga pstra, gambuzja, oraz Girardinus januaris.
- Chilodonella cuculanus i Ch. uncinata pasożytują na skórze i skrzelach karpi.

W związku z powszechnością występowania tych pasożytów u karpi hodowlanych, często orzęski te dostają się do akwarium wraz z karmą naturalną zbieraną w stawach.

Chilodonelloza jest chorobą pojawiającą się w większości przypadków u ryb osłabionych, źle odżywianych, żyjących w dużym zagęszczeniu i poddanych stresowi. Może być ona poprzedzona długotrwałym nosicielstwem, dopiero w przypadku zaistnienia wymienionych czynników pojawia się na osobniku masowa inwazja. Zarażenie następuje najczęściej przez bezpośredni kontakt lub za pośrednictwem wody. Dużą rolę odgrywają tutaj wspomniane wcześniej cysty, z których po przeniesieniu z wody o temperaturze 3 °C do wody o temperaturze 20 °C pasożyty wylęgają się już po 10-14 dniach.
Orzęski te powodują uszkodzenie i odklejanie się komórek naskórka oraz nabłonka skrzeli, zwiększa się wydzielanie śluzu, powstają duże ubytki, w niektórych przypadkach dochodzi do całkowitego zniszczenia nabłonka skrzeli. Na grzbiecie i głowie ryb pojawia się mętny, mleczny nalot oraz duże ubytki naskórka. Na obumarłej części naskórka często dochodzi do wtórnej inwazji pleśnią Sparolegnia. W wyniku perforacji skrzeli, sąsiadujące ze sobą blaszki skrzelowe tworzą gąbczastą masę, często dochodzi do martwicy tkanki. Zmiany te utrudniają wymianę gazową, następuje niedotlenienie, osłabienie, chudnięcie i ze śnięcie.
 
Zarażone ryby stopniowo tracą apetyt, często też pocierają się o podłoże lub przedmioty znajdujące się w zbiorniku. Przy dużej inwazji zdarza się, iż wyskakują nad powierzchnię wody. Występuje też „zlepianie się” płetw, na powłokach zewnętrznych pojawia się białawoniebieskawy nalot.

Chilodonelloza rozwija się szybko w dużych zagęszczeniach ryb, zatem w celach profilaktycznych należy pilnować prawidłowej obsady czy to akwarium czy stawu hodowlanego. W chowie towarowym ryby należy dokarmiać wczesną wiosną w zimochowach, gdy temperatura wody osiągnie już 4-5 °C. Przed zimowaniem obsady powinny być poddane badaniom weterynaryjnym, w przypadku stwierdzenia tej choroby należy ryby wcześniej z zimochowów do stawów letnich, które następnie obsadza się mniejszą ilością ryb niż zakładano, co zapobiega dużemu zagęszczeniu i skutecznie przeciwdziała rozprzestrzenianiu się choroby.

W leczeniu, do usunięcia pasożytów stosuje się kąpiele w roztworach leczniczych. Przy niewielkiej inwazji i dobrej kondycji ryb, stosuje się krótkie kąpiele w roztworach o dużym stężeniu środka leczniczego. Ryby objęte masową inwazją są z reguły osłabione, zatem nie należy w tym przypadku stosować zbyt dużych stężeń chemikaliów, poprzestając na kąpielach długotrwałych. Przed zabiegiem leczniczym dobrze jest wzmocnić ryby odżywiając je pełnowartościowa naturalną karmą. Jeśli są to ryby ciepłolubne można na krótko przed zabiegiem podnieść temperaturę wody do 30-32 °C, co spowoduje śmierć dużej części pasożytów.